# Pól nedostupnosti

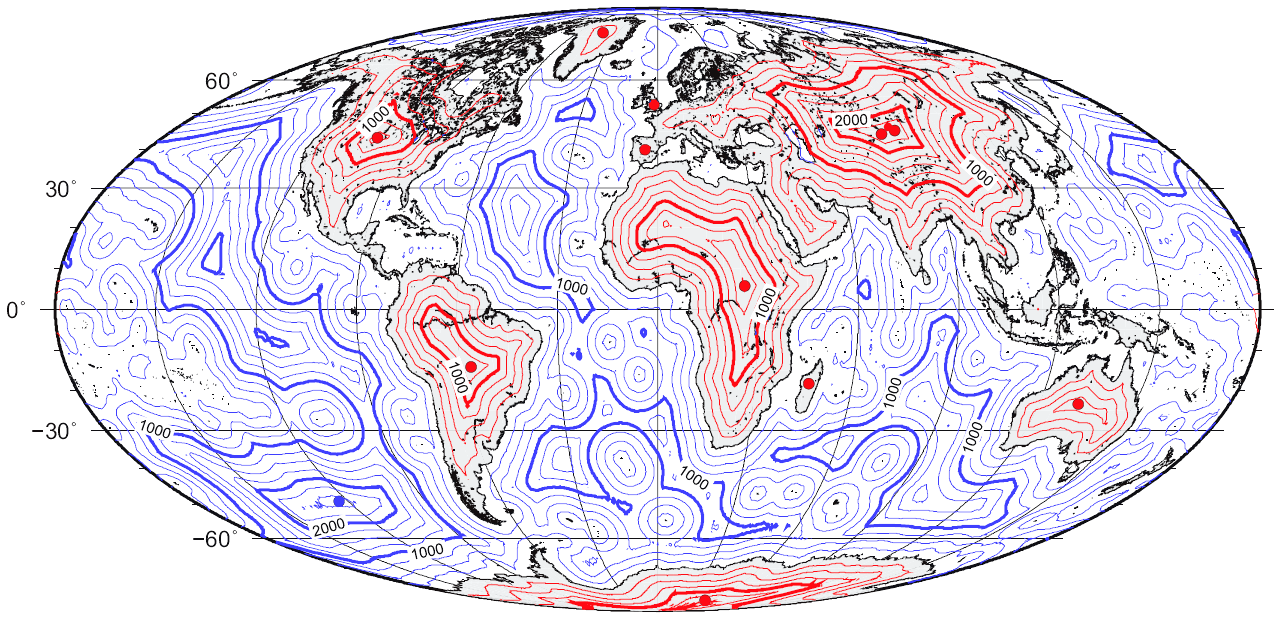
Mapa vzdálenosti od nejbližšího pobřeží; červené body označují póly nedostupnosti jednotlivých kontinentů a jejich částí (Mollweidovo zobrazení; izokřivky po 250 a 1000 km)

Pól nedostupnosti označuje místo, které je nejobtížněji dosažitelné vzhledem ke své poloze. Jde pouze o geografické označení a je definován geometricky, nemá žádnou zvláštní fyzikální vlastnost (jako mají např. magnetický pól nebo nejvyšší bod). Nejedná se o geografický střed ani těžiště. 
Na zeměkouli jsou nejvýznamnější tyto póly nedostupnosti:
- Severní pól nedostupnosti – místo v Severním ledovém oceánu nejdále od pevniny 
  - 85°48′ s. š., 176°9′ z. d.
  - 1003 km od nejbližší pevniny
- Jižní pól nedostupnosti – místo v Antarktidě nejdále od pobřeží 
  - vnější na 83°54′14″ j. š., 64°53′24″ v. d. – včetně ledovce 1590 km od pobřeží
  - vnitřní na 83°36′36″ j. š., 53°43′12″ v. d. – bez ledovce 1179 km od pobřeží
- Pacifický (oceánský) pól nedostupnosti – místo v oceánu nejdále od jakékoli pevniny, nachází se v jižním Pacifiku
  - 48°52′36″ j. š., 123°23′36″ z. d.
  - tzv. bod Nemo, 2 668 km od nejbližší pevniny
- Eurasijský (pevninský) pól nedostupnosti – místo na zemské pevnině nejdále od pobřeží, nachází se na severozápadě Číny u hranic s Kazachstánem
  - 44°17′24″ s. š., 82°11′24″ v. d. případně 45°16′48″ s. š., 88°8′24″ v. d. – zhruba 2 500 km od nejbližšího pobřeží

Póly nedostupnosti lze stanovit pro každou pevninu nebo vodní masu. Pacifický a eurasijský pól jsou rekordní pro celý zemský povrch, zatímco severní a jižní bod se řadí mezi hlavní zemské póly nedostupnosti hlavně pro svou reálně velmi obtížnou dosažitelnost vzhledem k extrémním polárním klimatickým podmínkám.
Přesná poloha těchto pólů závisí zejména na definici pobřežní čáry, která může být sporná a nejednoznačná (např. u hlubokých říčních estuárů nebo na zaledněném pobřeží), takže se poloha příslušného pólu může v různých zdrojích i výrazně lišit. 

## Severní pól nedostupnosti
Též zvaný „arktický pól“, je definován jako bod v Severním ledovém oceánu nejvzdálenější od jakékoliv pevniny. Stejně jako ostatní oceánské póly nedostupnosti se nachází v mezinárodních vodách. Je vzdálen 1008 km od tří nejbližších pobřeží: Henriettina ostrova v De Longových ostrovech, Arktického mysu v Nové zemi a kanadského Ellesmerova ostrova. Jeho souřadnice jsou 85°48′ s. š., 176°9′ z. d.
Původně byl severní pól nedostupnosti stanoven na 84°3′ s. š., 174°51′ z. d., tedy o více než 200 km jinde, a to nejspíše Hubertem Wilkinsem, který pak roku 1928 provedl první přelet tohoto místa. Po zemi (resp. po ledě) sem pak roku 1968 dospěl Wally Herbert. Průzkumník Jim McNeill však roku 2005 lokalizaci pólu zpochybnil a na jeho popud došlo k novému zaměření, které roku 2013 stanovilo nyní uznávané souřadnice. McNeill se několikrát neúspěšně pokusil tohoto bodu dosáhnout, poprvé se to nakonec podařilo roku 2024 francouzskému ledoborci Le Commandant Charcot. 

## Jižní pól nedostupnosti

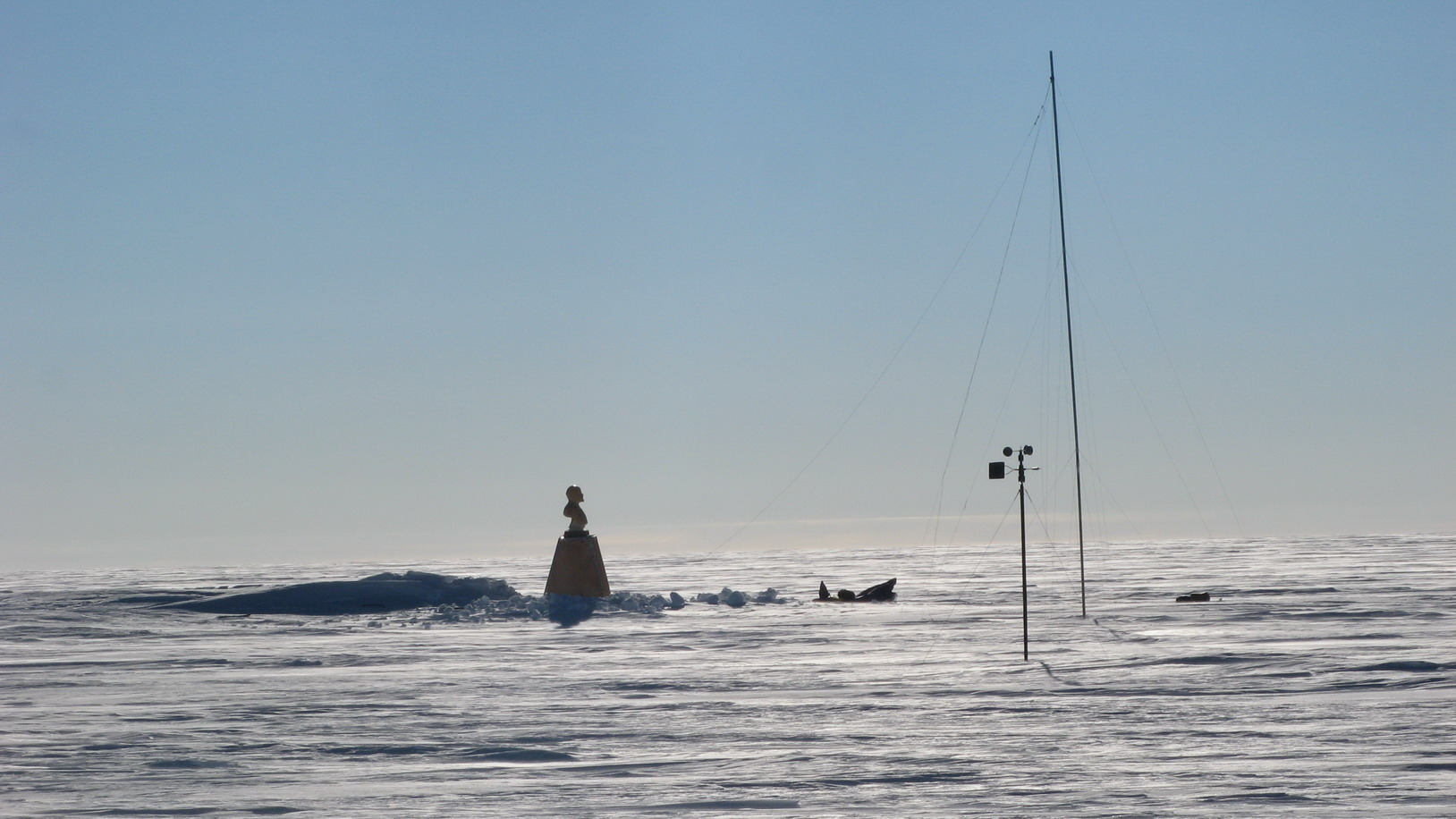
Leninova busta u vědecké stanice Pól nedostupnosti

Definuje se jako místo v Antarktidě, které má největší vzdálenost od Jižního oceánu obklopujícího ledový kontinent. Nejednoznačnost antarktické pobřežní čáry má za následek, že těchto pólů bylo definováno více, podle různých kritérií.
Tradičně se jako jižní pól nedostupnosti uvádělo místo, kde byla roku 1958 sovětskými polárníky založena stejnojmenná vědecká stanice (Полюс недоступности / Poľus nědostupnosti). Nachází se na 82°6′42″ j. š., 55°1′57″ v. d. a byla zde naměřena nejnižší průměrná roční teplota vzduchu (–58,2 °C). Leží 1 301 km od jižního pólu, na ledovci v nadmořské výšce 3 718 m n. m. Poprvé jej dosáhla v roce 1957 sovětská antarktická expedice. Dodnes na tomto místě stojí busta V. I. Lenina na vysokém podstavci, a od roku 1972 je historicky chráněno pod Antarktickým smluvním systémem.
Podle posledních výzkumů a měření byly roku 2021 definovány dva jižní póly nedostupnosti – vnější, na základě hrany antarktického pevninského ledovce, a vnitřní, podle linie jejich styku s pevninou na úrovni hladiny moře. Podle těchto kritérií se vnější jižní pól nedostupnosti nachází na 83°54′14″ j. š., 64°53′24″ v. d. (1 590 km od hrany ledovce) a vnitřní jižní pól nedostupnosti na 83°36′36″ j. š., 53°43′12″ v. d. (1 179 km od pevninské hranice kontinentu). Vzhledem ke globální změně klimatu a tání ledovců je pravděpodobné, že poloha zejména vnějšího antarktického pólu nedostupnosti se bude dále měnit.

## Pacifický pól nedostupnosti
Místo v oceánu, nazvané také bod Nemo, které je nejdál od jakéhokoliv pobřeží. Leží v jižním Pacifiku, 2688 km od nejbližší pevniny: atol Ducie (jeden z Pitcairnových ostrovů) na severu, ostrůvek Motu Nui (u pobřeží Velikonočního ostrova) na severovýchodě a ostrov Maher (pobřeží Země Marie Byrdové v Antarktidě) na jihu. Hloubka v tomto místě činí asi 4 km. Kosmonauti na oběžné dráze jsou při svém přeletu tomuto bodu blíž než kterýkoliv člověk na Zemi, nepočítáme-li případné osamělé mořeplavce apod. (blízko bodu Nemo vede např. obvyklá trasa závodu Vendée Globe). Do tohoto místa bývají také naváděny vysloužilé umělé družice a vesmírné stanice, proto bývá též nazýváno „vesmírným hřbitovem“.

## Euroasijský pól nedostupnosti
Místo na pevnině, které leží nejdále od oceánů. Nachází se v severozápadní části Čínské lidové republiky a je 2645 km od nejbližšího pobřeží (2510 km v případě, že se Obský záliv počítá jako součást světového oceánu). Leží asi 320 km od města Urumči, v severní části (Džungarii) autonomní oblasti Sin-ťiang. Shodou okolností jsou euroasijský a pacifický pól nedostupnosti v přibližně stejné vzdálenosti od pobřeží.